# Bernard Lo
Bernard Lo är  ett kanadensiskt  TV-ankare på CNBC som är baserad i Hongkong. Han har kinesiska förfäder men är född i Vancouver, Kanada.
Han talar flytande kantonesiska.
Tidigare arbetade han för CNBC Asia ochdärefter för Bloomberg Television, också som TV-ankare och baserad i Hongkong. Han ledde då chat-showen Asia Confidential med Bernie Lo. Bernard Lo har bland annat intervjuat Singapores premiärminister Lee Hsien Loong och Richard Branson i den showen.